# Remote Control Productions
Remote Control Productions is een muziek-opnamestudio voor het produceren van filmmuziek en soundtracks voor films, televisie, documentaires en games, gelegen in Santa Monica (Californië), 12 kilometer van Hollywood. De studio werd in 1989 bedacht en opgericht onder de naam Media Ventures door componist Hans Zimmer en muziekproducent Jay Rifkin. Na het beëindigen van de samenwerking ging Zimmer in december 2003 verder als Remote Control Productions. De studio bestaat uit diverse muziekkamers, geluidsstudio en een opnameruimte. Diverse componisten en muzikanten zijn hun carrière begonnen bij Remote Control Productions. Ook de Nederlander Junkie XL (Tom Holkenborg) componeert soundtracks voor films en computerspellen. In de studio wordt over het algemeen muziek geproduceerd met traditionele orkestrale geluiden gemixt met elektronische instrumenten.

## Componisten in de studio
Componisten die met Hans Zimmer werken of hebben gewerkt in de studio zijn onder meer:
- Klaus Badelt
- Lorne Balfe
- Stephen Barton
- David Buckley
- Justin Burnett
- Ramin Djawadi
- James Dooley
- David Fleming
- Germaine Franco
- Lisa Gerrard
- Nick Glennie-Smith
- Harry Gregson-Williams
- Rupert Gregson-Williams
- Gavin Greenaway
- Richard Harvey
- James Newton Howard
- Steve Jablonsky
- Henry Jackman
- Junkie XL (Tom Holkenborg)
- James S. Levine
- Dominic Lewis
- Henning Lohner
- Mark Mancina
- Matthew Margeson
- Steve Mazzaro
- Trevor Morris
- Blake Neely
- Atli Örvarsson
- Heitor Pereira
- John Powell
- Trevor Rabin
- Jeff Rona
- Guillaume Roussel
- Marc Streitenfeld
- Joseph Trapanese
- John Van Tongeren
- Shirley Walker
- Benjamin Wallfisch
- Geoff Zanelli